# Vice Vukov
Vice Vukov, születési nevén Vinko Vukov (Šibenik, 1936. augusztus 3. – Zágráb, 2008. szeptember 24.) jugoszláv-horvát énekes. Ő képviselte Jugoszláviát az 1963-as és 1965-ös Eurovíziós Dalfesztiválon.